# Jakub Mladší

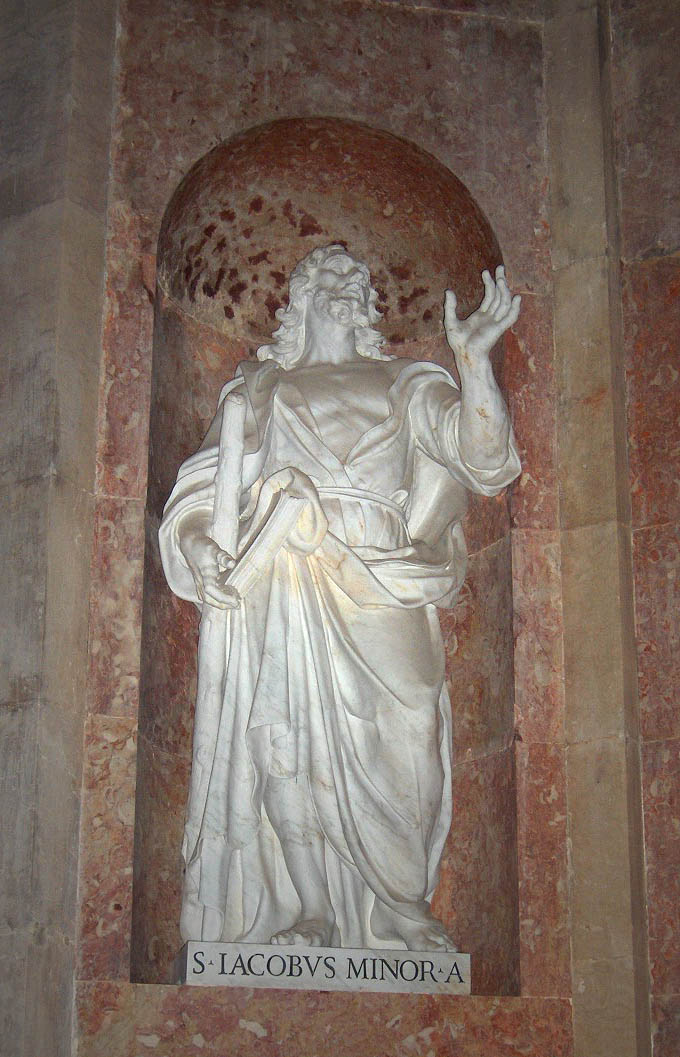
Socha sv. Jakuba Menšího v kostele Mafra Palace, Portugalsko

Svatý Jakub je jedním z dvanácti apoštolů, které si Ježíš vyvolil, a bývá v Novém zákoně obvykle uváděn s dodatkem syn Alfeův. Bývá též ztotožňován s Jakubem, jenž je označován dodatkem Menší či Mladší (řecky HO MIKROS, ο μικρος), a to zřejmě kvůli svému jmenovci Jakubovi Většímu, který byl buď vyšší postavy nebo o něco starší věkem. Někdy je ztotožňován s Jakubem Spravedlivým, zvaným „bratr Páně“. Jakub Menší byl synem svaté Marie Kleofášovy, která stála pod křížem s Ježíšovou matkou. Protože jméno Kleofáš je zcela řeckého původu (Κλωπας, KLÓPAS, či Κλεοπας, KLEOPAS, doslova „Slavného otce“), kdežto Alfeus je v podstatě pořečtělý hebrejský výraz (חַלְפִּי, CHALPI, doslova „Zaměněný“), má se za to, že otec svatého Jakuba byl nazýván oběma jmény.
Podle tradice byla svatá Marie Kleofášova blízkou příbuznou Panny Marie a svatý Jakub Mladší tím pádem Ježíšovým bratrancem. Její dcerou měla být svatá Salome Jeruzalémská (zvaná též sv. Marie Salome), manželka Zebedeova, tj. matka (dalších dvou z Dvanácti apoštolů) : sv. Jakuba Staršího = Většího a sv. Jana Evangelisty. Obě jsou připomínány 24. dubna. Podle jedné z legend byl Jakub Mladší svým vzhledem podobný Ježíšovi a Ignác z Antiochie, který se s Ježíšem nikdy nesetkal, si přál putovat do Jeruzaléma a spatřit Jakuba, aby si mohl představit, jak asi Kristus vypadal.

## Evangelijní činnost
Se jménem tohoto apoštola se pojí apokryf Protoevangelium Jakubovo, které opěvuje svatost a panenství Panny Marie.
Ti, kdo pokládají svatého Jakuba za prvního jeruzalémského biskupa, věří, že jeho působištěm byl především Jeruzalém. Skutky apoštolů zdůrazňují, že tento Jakub měl v Jeruzalémské církvi vůdčí postavení. Na apoštolském koncilu, který se konal (v letech 49–50 n. l.) po smrti Jakuba Většího, spolu s Petrem pomohl překonat nebo lépe integrovat původní židovskou dimenzi křesťanství spolu s požadavkem nenakládat obráceným pohanům povinnost podřizovat se veškerým předpisům Mojžíšského zákona (například obřízka). Svatý Pavel z Tarsu, který mu připisuje zvláštní vidění Vzkříšeného, když mluví o své návštěvě Jeruzaléma, zmiňuje Jakuba dokonce před Petrem, a označuje za "sloupy církve" oba zároveň. Ještě i z dalších míst je patrné významné postavení Jakuba, např. když Petr po vysvobození z vězení žádá, aby to oznámili Jakubovi a bratřím.

## Mučednická smrt
Nejstarší informaci o smrti tohoto Jakuba nám podává židovský historik Josefus Flavius. Ve svých Židovských starožitnostech, napsaných v Římě koncem 1. století, vypráví, že o Jakubově smrti bylo rozhodnuto nezákonnou iniciativou velekněze Annáše (syna toho Annáše, kterého zmiňují evangelia), který využil prodlevy mezi sesazením římského prokurátora Festa a příchodu jeho nástupce Albina a roku 62 nařídil jeho ukamenování.
Křesťanská tradice vypráví, že se ho po statečném vystoupení v Jeruzalémském chrámu chopili nepřátelé a shodili ho z cimbuří chrámové hradby a začali jej kamenovat. Když umíral, modlil se za ty, kdo ho zabíjeli. Tu někdo z davu vykřikl: „Přestaňte, vždyť on se za vás modlí k Bohu!“ Slyšel to jeden valchář, vzal sochor, jímž se sukno máčí ve vodě a udeřil jím Jakuba do hlavy tak, že jej usmrtil.
Historik Eusebius napsal o jeho nestranné spravedlnosti i o úctě ke starozákonní tradici a zbožnosti. Mnoho Židů si jej pro jeho vlastnosti velmi vážilo a mnozí z nich přijímali křesťanství. Byl nazýván "spravedlivý" a o jeho hluboké zbožnosti se tradovalo, že trávil tolik času na modlitbách, až se mu zvětšila kolena tak, že měl nohy podobné nohám velblouda.

## Ostatky
Pohřben byl na místě umučení. Tam umístěný náhrobní kámen se dochoval do doby císaře Hadriána (vládl v l. 117–138 n. l.) Pak až do 4. století se o jeho hrobu nevědělo, až byly jeho ostatky znovu nalezeny a mohlo tak dojít k jejich uložení do kostela v tom místě. Část relikvií byla v 6. století přenesena do Říma společně s ostatky apoštola Filipa do chrámu "Dvanácti apoštolů".
Jeho svátek je slaven v liturgickém kalendáři spolu s apoštolem Filipem. Ve starém kalendáři byl jejich svátek uváděn 1. května, což souviselo s přenesením jejich ostatků a hlavně s posvěcením římské baziliky Dvanácti apoštolů 1. 5. 570. Noci před jejich svátkem se podle lidové tradice říká filipojakubská noc. V novém římskokatolickém kalendáři došlo k přesunu svátku o dva dny pro památku Josefa Dělníka a Atanáše, učitele církve, na 3. května. Starokatolické církve(z Utrechtské unie) jej slaví stále v původním termínu, 1. května.

## Patronace
Svatý Jakub Mladší je patronem Uruguaye, Fríska a Dieppe, z živností cukrářů, kramářů, kloboučníků, paštikářů, koželuhů většinou společně se svatým Filipem. Navíc je také patronem umírajících, kvůli jeho shovívavosti se svými vrahy. V Anglii je svatému Jakubovi zasvěceno 26 kostelů, často společně se svatým Filipem.

## Ikonografie
Atributy svatého Jakuba Mladšího jsou valchářská tyč (tyč s proděravělou deskou = nástroj jeho smrti, viz výše), kyj, kamení, kniha, svitek. Bývá zobrazován podle nástroje umučení zpravidla s kyjem, ale také na mnoha obrazech, jak ho shazují z chrámové hradby nebo jako dítě s malým mlýnkem.